# Kathujuganapalli
Kathujuganapalli é uma vila no distrito de Dharmapuri, no estado indiano de Tamil Nadu.

## Demografia
Segundo o censo de 2001,  Kathujuganapalli  tinha uma população de 15,488 habitantes. Os indivíduos do sexo masculino constituem 51% da população e os do sexo feminino 49%. Kathujuganapalli tem uma taxa de literacia de 73%, superior à média nacional de 59.5%: a literacia no sexo masculino é de 79% e no sexo feminino é de 66%. Em Kathujuganapalli, 12% da população está abaixo dos 6 anos de idade.